# オオキヌハダトマヤタケ
オオキヌハダトマヤタケ（大絹肌苫屋茸、学名: Pseudosperma rimosum）とは、ハラタケ目アセタケ科スードウスペルマ属に属する小型から中型のキノコ（菌類）である。毒キノコの一つ。

## 名の由来
和名「オオキヌハダトマヤタケ」の由来は、傘や柄の表面が絹肌のようで、傘の形状が苫屋（とまや）に似ているキノコの意である。「トマヤタケ」のトマヤ（苫屋）とは、苫（スゲやカヤ）で葺いた家のことをさし、その特徴的な外観、色が苫葺の家屋に似ていることから命名された。地方により、カヤタケの地方名でよばれている。

## 分布・生態
汎世界的に分布する。外生菌根菌（共生性）。春から秋にかけて、さまざまな種の広葉樹林や針葉樹林の地上、特にミズナラなどブナ科の樹下に散生から単生する。

## 形態
子実体は傘と柄からなる。傘は径2 - 7センチメートル (cm) で、はじめのうちは円錐形で、のちに中高の扁平に開いて縁部が反り返る。傘表面は黄土色から褐色で、繊維状、傘が開くにつれ周辺部は切れ込みが入りしばしば裂ける。傘裏のヒダはやや密で、柄に対して上生し、淡黄褐色で周辺部は白色である。肉は白色で繊維質である。柄は中実で、柄の表面は白色から褐色を帯び繊維状、上下同大で基部が膨らむ。

## 毒性
本種と近縁のアセタケ属には有毒成分のムスカリンを含む種が数種類が知られているが、本種はその中でも含有量が突出して多く、強い毒性をもつ。ムスカリンの含有量はベニテングタケのおよそ100倍ともいわれ、一部では猛毒キノコに分類されることもある。アセタケの仲間には中毒を起こすものが多く、食用的な価値はほとんどない。
中毒症状の強さと飲酒量に関連性があるとする報告がある。

### 中毒症状
多量の発汗、流涙、流涎、縮瞳、徐脈、嘔吐、下痢、視覚障害、呼吸困難などのムスカリン由来の中毒症状を起こし、死に至ることもある。